# OmniROM
OmniROM(オムニ ロム)は、スマートフォン用オペレーティングシステムのAndroidをベースにしたカスタムROMのひとつである。
OmniROMの開発陣は、元CyanogenModのデベロッパーがOmniROMコミュニティを立ち上げ、カスタムROMの開発に着手した。主なデベロッパーは、ギョウム・リスニック、マックスウェニンガー、ウンベルト・ボンバ、エルナン・カスタニョン、ジェイク・ワットリー、ディートロイ。